# Astrophiura levii
Astrophiura levii är en ormstjärneart som beskrevs av Vadon 1991. Astrophiura levii ingår i släktet Astrophiura och familjen fransormstjärnor. Inga underarter finns listade i Catalogue of Life.